# Теракт в Анкарі (2024)
23 жовтня 2024 року в районі аерокосмічного підприємства Türk Uçak Sanayii Anonim Ortaklığı (TUSAŞ) стався теракт, внаслідок чого загинуло 5 особи. Двох нападників було вбито. Турецькі офіційні особи назвали напад тероризмом і широко засудили його . Робітнича партія Курдистану (РПК) взяла на себе відповідальність за напад. У відповідь турецькі військові завдали авіаударів по позиціях в Іраку і Сирії, в результаті яких загинули щонайменше 12 цивільних осіб і ще 25 отримали поранення.

## Атака
23 жовтня 2024 року, приблизно о 15:26 за місцевим часом, напад збігся зі зміною приблизно 7500 співробітників Центру космічних систем, інтеграції та випробувань у штаб-квартирі Турецької аерокосмічної промисловості в районі Кахраманказані в Анкарі .
Двоє нападників приїхали на таксі, після чого підірвали вибухівку біля нього , відкрили вогонь з автоматичних гвинтівок і увірвалися на територію комплексу. Пізніше на об'єкті спалахнула велика пожежа. На окремому відео, підтвердженому CNN, зйомки камер відеоспостереження показують нападників у цивільному одязі з рюкзаком і штурмовою гвинтівкою в руках.  Персонал був евакуйований в укриття, в той час, як на місце події були направлені пожежники і медичні бригади. Також повідомлялося про сутички на сусідній автостоянці.  Жінка-нападниця підірвала себе після поранення в перестрілці на вході до комплексу, а чоловік-нападник також підірвав себе в туалеті після того, як був оточений силами безпеки і закидав їх ручними гранатами .
Внаслідок нападу загинуло щонайменше семеро людей, в тому числі двоє нападників і водій таксі, в якому вони їхали, який, як вважається, був убитий після того, як нападники сіли в його машину, а потім сховали тіло в багажнику . Решта четверо загиблих були співробітниками ТАІ . 22 інших були поранені, один з них - у важкому стані , семеро з них були членами поліції спеціального призначення .